# Dennis Grote
Dennis Grote (ur. 9 lipca 1986 w Kaiserslautern) – niemiecki piłkarz, występuje na pozycji pomocnika.

## Życiorys
Karierę zaczynał w 1. FC Kaiserslautern, następnie grał w dwóch mniejszych klubach, takich jak Vorwärts Wettringen i SC Preußen Münster, a 1 lipca 2002 roku trafił do VfL Bochum. Początkowo grał w zespole rezerw. Dopiero w sezonie 2004/2005 zadomowił się w pierwszej drużynie i gra w wyjściowym składzie coraz regularniej. Grote ma za sobą występy w młodzieżowych reprezentacjach Niemiec U-19 i U-20, a obecnie jest członkiem kadry U-21.
| Sezon   | Klub       | Kraj   | Flaga  | Rozgrywki             | Mecze | Bramki |
| ------- | ---------- | ------ | ------ | --------------------- | ----- | ------ |
| 2004/05 | VfL Bochum | Niemcy | Niemcy | Bundesliga            | 5     | 0      |
| 2005/06 | VfL Bochum | Niemcy | Niemcy | 2. Fußball-Bundesliga | 9     | 1      |
| 2006/07 | VfL Bochum | Niemcy | Niemcy | Bundesliga            | 16    | 1      |
| 2007/08 | VfL Bochum | Niemcy | Niemcy | Bundesliga            | 18    | 1      |
| 2008/09 | VfL Bochum | Niemcy | Niemcy | Bundesliga            |       |        |